# Garra mini
Garra mini ist ein in Bangladesch in schnell fließenden Gewässern der Chittagong Hill Tracts im Einzugsgebiet der Flüsse Karnaphuli und Sangu lebender Fransenlipper. Die Art der Gattung Garra wurde erst 2015 beschrieben.

## Beschreibung
Mit einer Standardlänge geschlechtsreifer Tiere von 40 bis maximal 47 Millimeter zählt Garra mini nach Garra ethelwynnae (28 mm) und Garra poecilura (44,5 mm) zu den kleinsten Arten der Gattung Garra. Die Fische dieser Gattung sind durch ihren langgestreckten, schlanken und meist abgeflachten Körperbau, Haftscheiben an Brust- und Bauchflossen und eine zu einer Saugscheibe umgebildeten Unterlippe an das Leben in rasch fließenden, felsigen Gewässern angepasst.
Die Typen haben Standardlängen zwischen 23,9 und 46,8 Millimeter, wovon etwa ein Viertel auf den Kopf entfällt. Ihre Schnauzenspitze ist leicht abgerundet und am Kopf sind keine Fortsätze wie bei vielen anderen Arten der Gattung, abgesehen von zwei Paar Barteln. Der Kopf und der ganze Körper sind ventral abgeflacht, die Brust weist keine Schuppen auf, die auf dem Bauch sind klein und überwiegend in die Haut eingebettet. In der Seitenlinienreihe befinden sich 31 bis 33 Schuppen, davon 30 bis 31 auf dem Körper, in der Querreihe 9 Schuppen und rund um den Schwanzflossenstiel 16 Schuppen. Der vordere Ansatz der Rückenflosse befindet sich etwas vor der Körpermitte und vor den Bauchflossen. Bei ausgewachsenen Fischen, mit mindestens 40 Millimeter Standardlänge, sind Teile der Brust- und Bauchflossen zu Haftscheiben umgebildet, die bei kleineren Exemplaren fehlen oder nicht ganz ausgebildet sind.
Konservierte Exemplare von Garra mini sind von oben betrachtet grau, der Kopf ist seitlich braun gefärbt und die Körperseiten gelblich grau, nach unten heller werdend mit gelber Bauchseite. Ein dunkles Band verläuft vom Kopf bis zur Basis der Schwanzflosse, an der Basis der Rückenflosse sind keine dunklen Punkte und auf der Schwanzflosse keine dunklen Querstreifen. Die Art zeigt keinen Sexualdimorphismus. In einem sezierten weiblichen Exemplar wurden Eier von 0,5 Millimeter Durchmesser und in einem männlichen kräftig entwickelte Hoden gefunden. Bei Tieren unter 40 Millimeter Standardlänge sind die inneren Geschlechtsorgane augenscheinlich nicht zu unterscheiden.
Flossenformel
Dorsale III/7½; Anale III/4½; Pectorale I/12-13; Ventrale I/7-8; Caudale 9-10+9

## Verbreitung

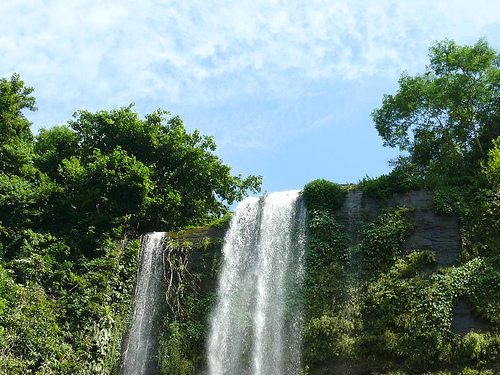
Shuvolong Falls im Sommer

Garra mini ist bislang nur an drei Orten der Chittagong Hill Tracts in Bangladesch gefunden worden:
- Die Terra typica ist ein Becken am Fuß der Wasserfälle bei Shuvolong oder Shublong im Einzugsgebiet des Karnaphuli, etwa 11 Kilometer von Rangamati entfernt im gleichnamigen Distrikt (22° 42′ 51″ N, 92° 14′ 52″ O). In der Gegend gibt es mehrere Wasserfälle, dessen höchster etwa 100 Meter Fallhöhe hat und an dessen Fuß sich der Fundort von Danio annulosus befindet. In der Regenzeit stürzt das Wasser direkt in den Karnaphulistausee. In der Trockenzeit läuft nur ein dünnes Rinnsal über die Felsen und speist einen etwa 40 Zentimeter tiefen Tümpel auf einer Felsterrasse, die in der Regenzeit durch den höheren Wasserstand des Stausees überflutet ist. In diesem Tümpel, der durch einen Abfluss von weniger als einem Zentimeter Wassertiefe in den See abläuft und keine Vegetation aufweist, wurde Garra mini zusammen mit Garnelen, Schnecken und kleinen Fischen der ebenfalls neuen Art Danio annulosus gefangen. Im See konnten unmittelbar am Abfluss des Tümpels die in Bangladesch häufigen Fischarten Esomus danricus, Rasbora daniconius, Dermogenys burmanica, Aplocheilus panchax und Trichogaster lalius gefangen werden. Shuvolong kann von Rangamati mit Motorbooten erreicht werden und ist wegen der eindrucksvollen Wasserfälle und wegen des Marktes von Shuvolong ein Ziel des Tourismus geworden. Es gilt als unwahrscheinlich, dass Garra mini und Danio annulosus aus dem oberen Wassersystem stammen, das die Wasserfälle speist. Die Fische werden wahrscheinlich bei hohem Wasserstand, wenn der beschriebene Tümpel vom See überflutet ist, durch den Zufluss von Frischwasser dorthin gelockt und sie werden bei sinkendem Wasserstand während der Trockenzeit vom See abgeschnitten. Bei extremer Trockenheit dürfte der Tümpel ganz trockenfallen, womit eine permanente Besiedlung durch die beiden dort gefundenen Fischarten ausgeschlossen ist.[2][4][5][6]

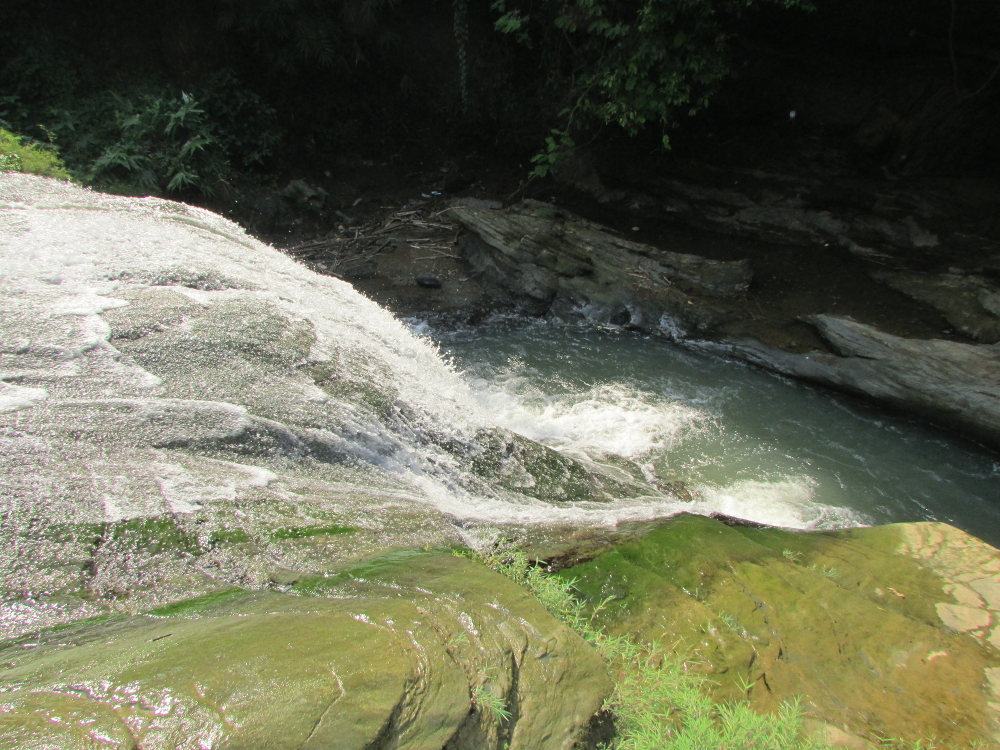
Shailopropat, Distrikt Bandarbang

- Der Wasserfall Shailopropat (22° 9′ 6″ N, 92° 12′ 59″ O) in der Upazila Thanchi, Distrikt Bandarban, läuft über eine breite Kalksteinklippe und hat eine Fallhöhe von maximal zehn Metern, gefolgt von Stromschnellen durch ein Bett mit Kies und zahlreichen Felsen. Er gehört zum Einzugsgebiet des Sangu. An dieser Stelle wurden trotz intensiver Bemühungen nur wenige Exemplare gefangen, die mit zwei anderen Arten der Gattung Garra vergesellschaftet waren.[2][6]
- Ein kleiner, etwa einen Meter tiefer felsiger Tümpel bei Chingthong (21° 41′ 28″ N, 92° 31′ 22″ O), ebenfalls im Distrikt Bandarban. Der Tümpel wird aus Wasser gespeist, das über Kalksteinfelsen in den Sangu läuft. Seine Ränder sind mit Algen bewachsen und neben den gleichen Arten der Gattung Garra wie am Wasserfall Shailopropat lebt hier auch eine Fischart der Gattung Neolissochilus. Auch an diesem Fundort konnten nur wenige Exemplare von Garra mini gefangen werden.[2][6]

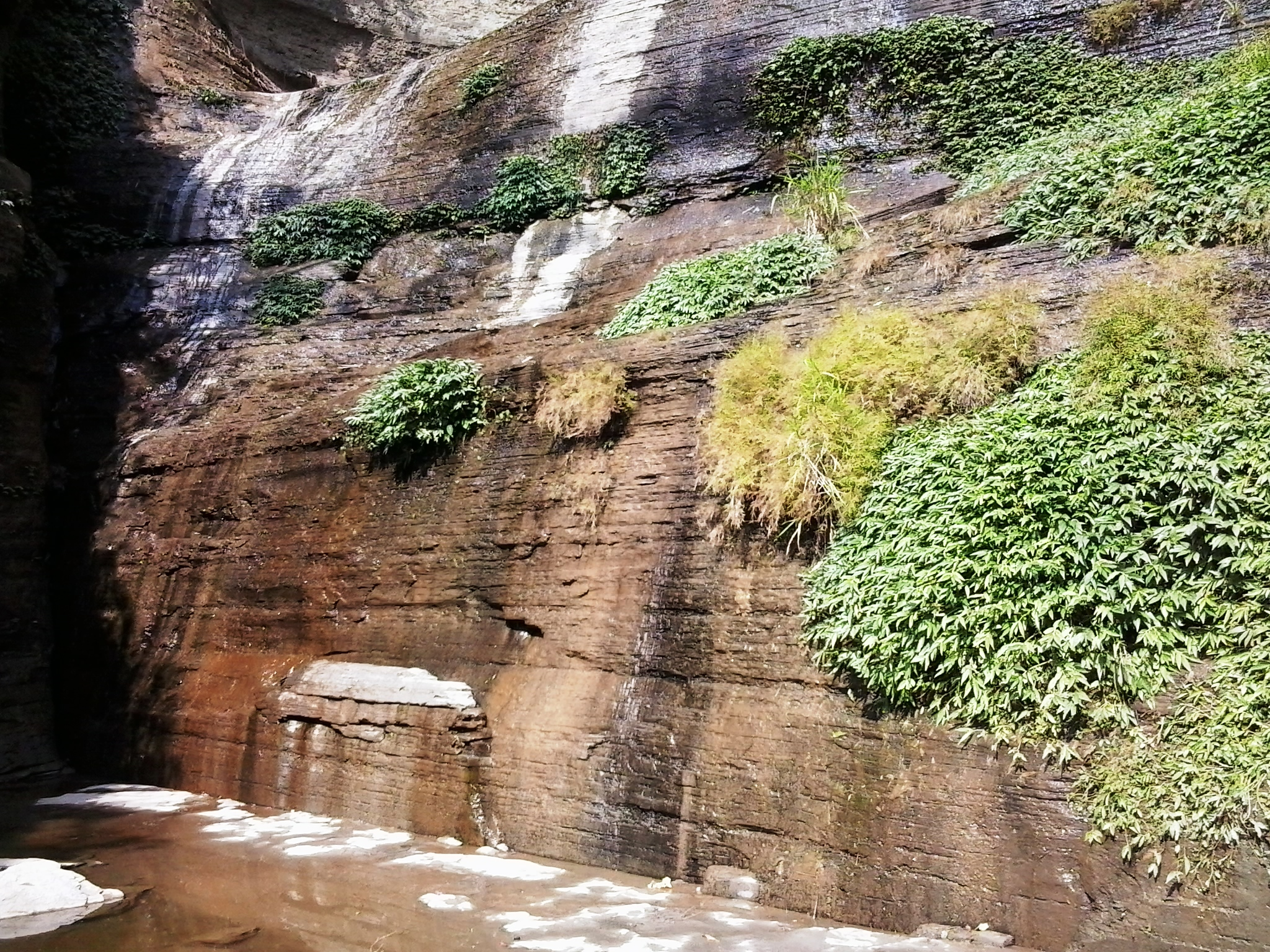
Shuvolong Falls im Winter
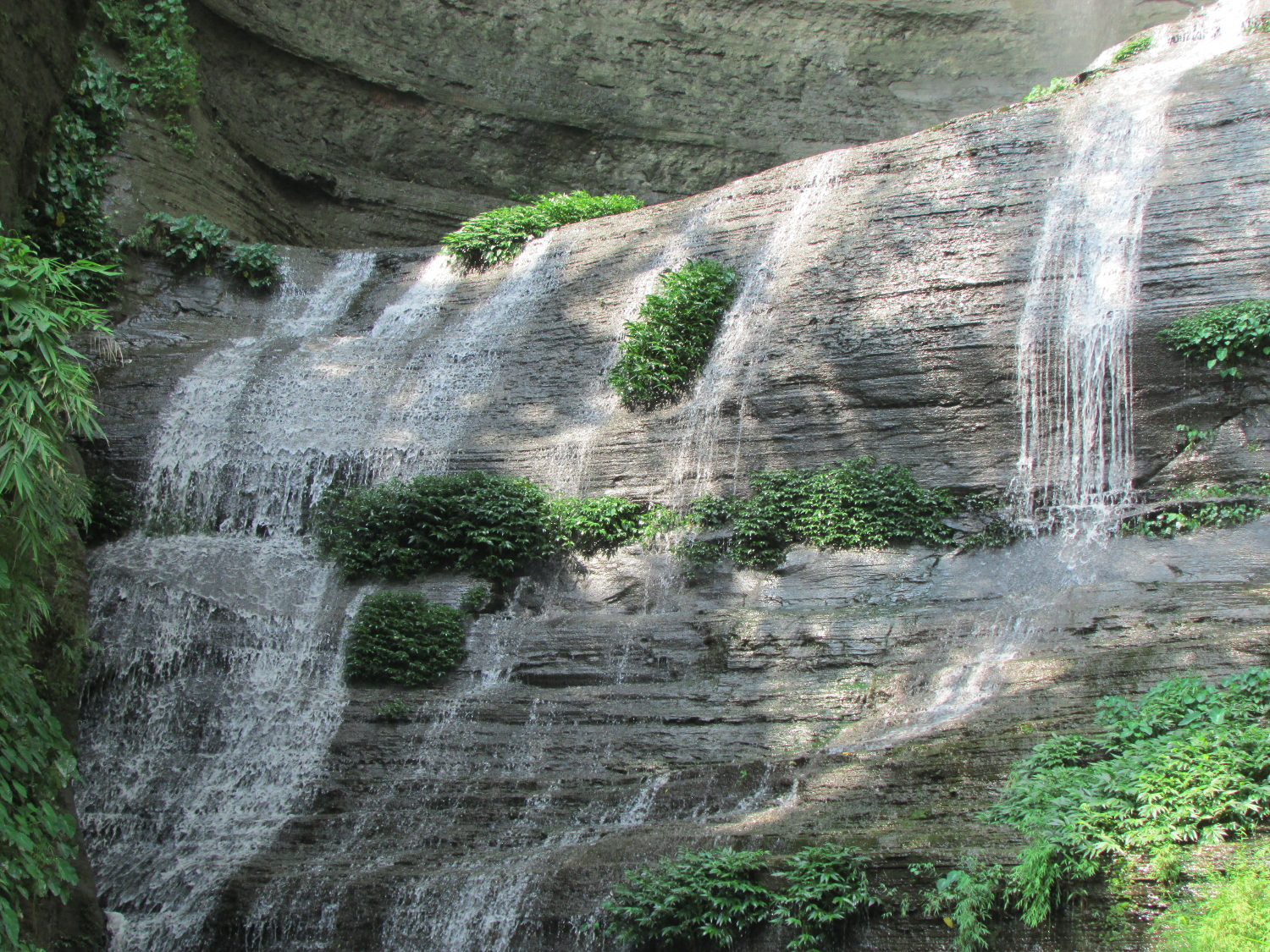
Shuvolong Falls, Ablauf von der Terrasse
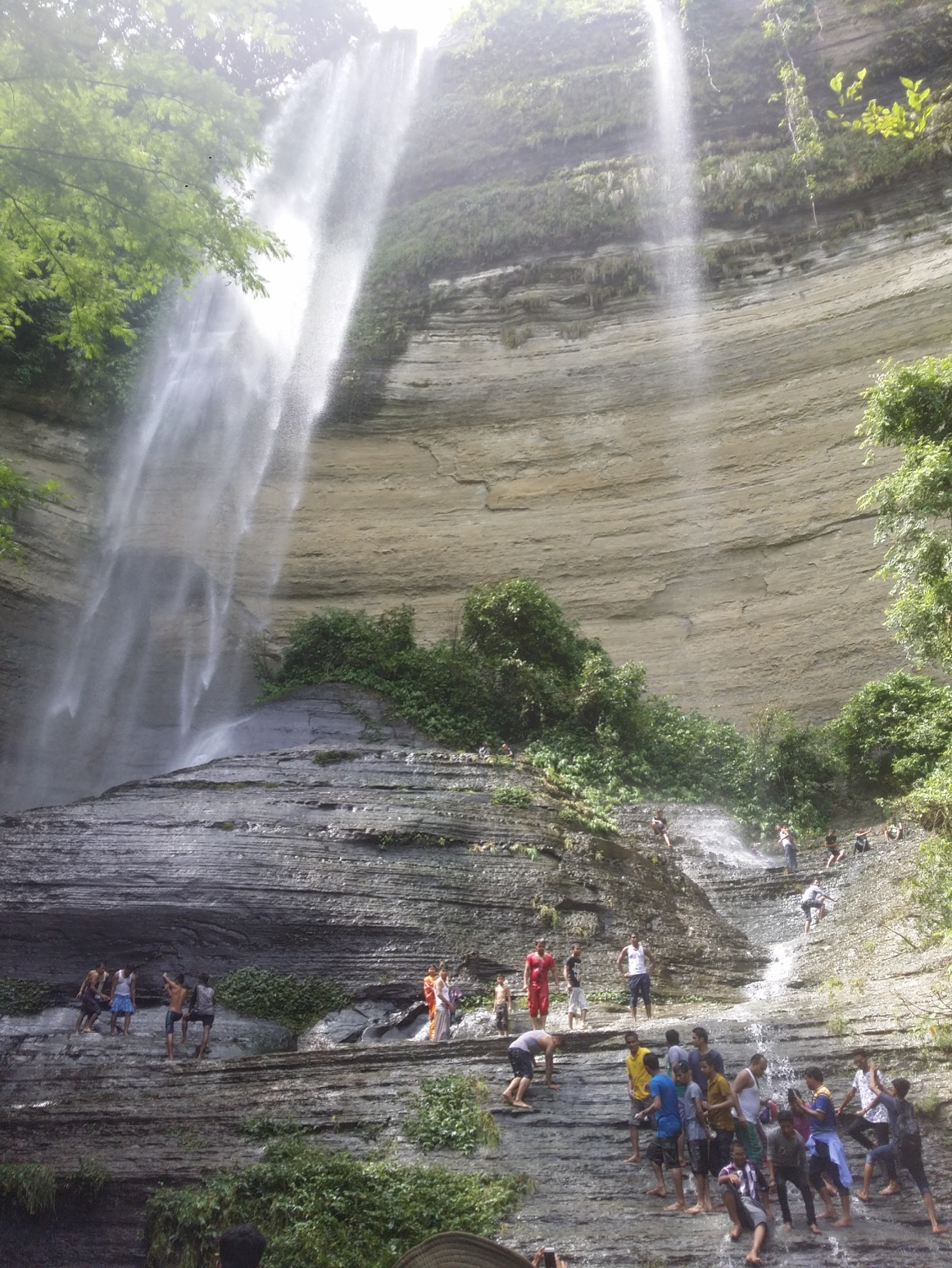
Shuvolong Falls als Touristenziel
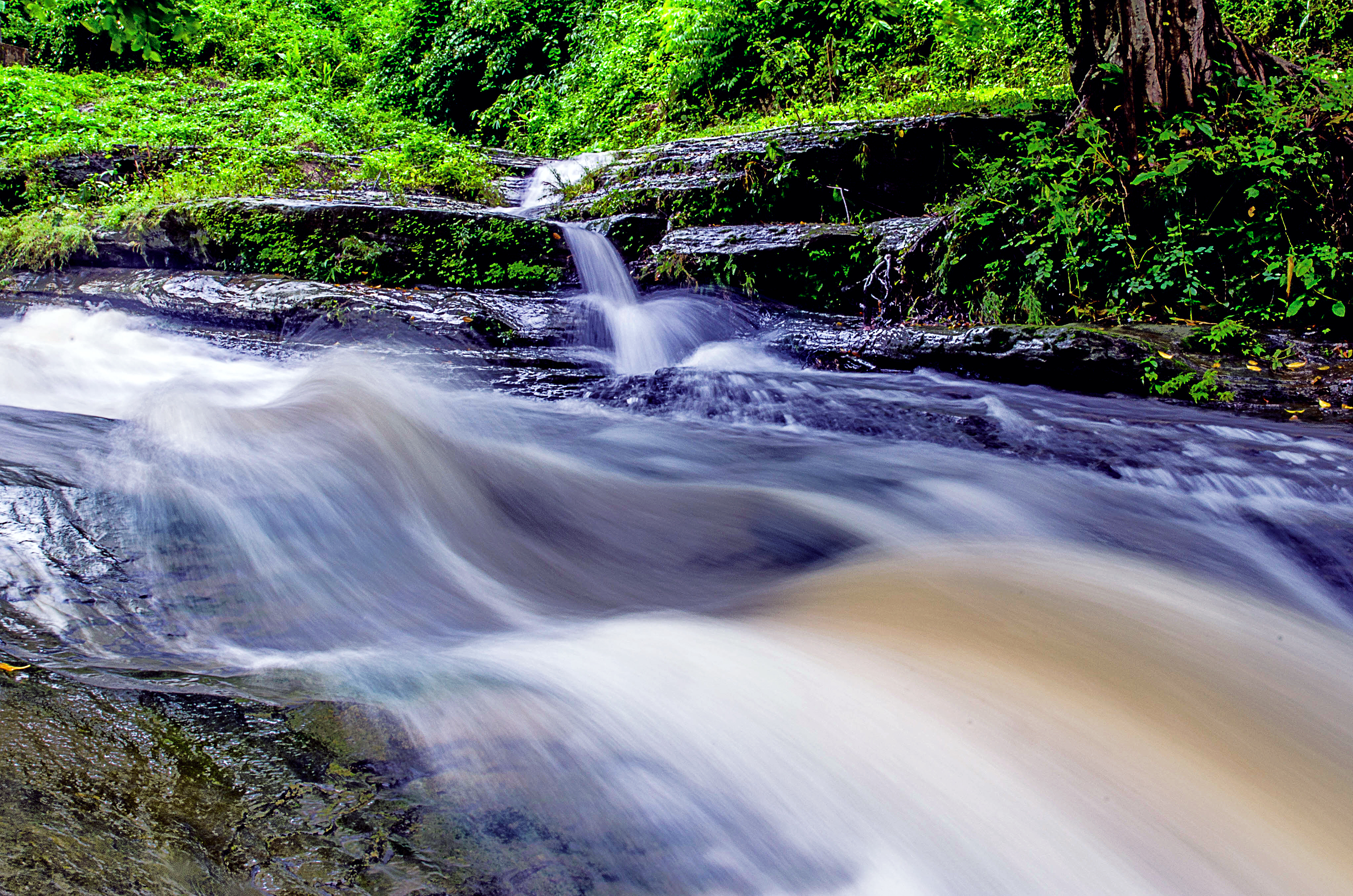
Shailopropat, Distrikt Bandarbang

## Systematik
Die Gattung Garra umfasst mehr als 120 Arten, die von Zentralafrika über Nordafrika, den Nahen Osten und Südasien bis nach Südostasien verbreitet sind. Die kleinste Art ist Garra ethelwynnae mit einer Standardlänge von 28 Millimeter, die größte Garra imberba aus Südchina mit bis zu 300 Millimeter Länge. Die Unterscheidung der Arten ist wegen ihrer Ähnlichkeit schwierig. Weiter erschwert wird sie durch zahlreiche Beschreibungen von Arten aus dem 19. Jahrhundert, die heutigen Ansprüchen nicht mehr genügen. Die letzte Revision der Gattung erfolgte 1964 durch den indischen Ichthyologen A. G. K. Menon, der nur 38 Arten angab. Alleine zwischen 2000 und 2015 wurden 52 neue Arten beschrieben, und die Literaturangaben und das Typenmaterial sind weit verstreut.

### Erstbeschreibung
Garra mini wurde erst 2016 von einer internationalen Gruppe von Ichthyologen um Mohammed Mizanur Rahman von der University of Dhaka beschrieben, die bereits im Vorjahr Danio annulosus nach Exemplaren vom Fundort des Holotypus beschrieben hatte. Wegen der Unübersichtlichkeit und schwierigen Abgrenzung von Arten in der Gattung Garra wurde durch eine Analyse der mitochondrialen DNA Gewissheit über die Eigenständigkeit von Garra mini erreicht.
Der Holotyp befindet sich mit 43 Paratypen von drei Fundorten in der Sammlung der University of Dhaka. 53 weitere Paratypen wurden in die Sammlung des Naturhistoriska riksmuseet in Stockholm aufgenommen. Der Artname mini ist von dem lateinischen minimus abgeleitet und bezieht sich auf die im Vergleich zu anderen Arten der Gattung geringe Größe der Fische.